# Tempest and Sunshine
Tempest and Sunshine er en amerikansk stumfilm fra 1910.